# Okay！夫人
是2020年上映的韓國動作喜劇電影，由《来看我吧》的導演李澈河執導，嚴正化、朴誠雄、李相侖、裴正南及李善彬領銜主演。2020年8月12日在韓國上映，台灣上映時間為2020年9月11日，香港上映時間為2020年11月26日。

## 劇情概要
講述一對夫婦麻花捲市場攤位老闆“美英”和電腦維修專家“石煥”在生平第一次海外旅行中，意外的捲入了劫持飛機的事件，他們收起平凡的過去，通過一直隱藏的內功展開營救作戰的故事。

## 演員陣容

### 主要人物
- 嚴正化 飾演 李美英，麻花捲店老闆娘，另一個身份是脫北者前特務崔貴純。
- 朴誠雄 飾演 吳石煥，電腦維修店老闆。
- 李相侖 飾演 李哲勝，北韓恐怖份子。
- 裴正南 飾演 賢明，乘務員。
- 李善彬 飾演 安世蘿，動作片女演員。

### 其他人物
- 鄭秀彬 飾演 吳娜莉，美英和石煥的女兒。
- 劉河俊 飾演 金夏林，北韓恐怖份子。
- 朴止一 飾演 北極星
- 崔鎮鎬 飾演 國情院院長
- 金法萊 飾演 朴中將
- 周錫泰 飾演 申次長
- 金秉玉 飾演 張必俊，國會議員。
- 金惠恩 飾演 乘務員事務長
- 全秀景 飾演 孕婦乘客的婆婆
- 朴素利 飾演 孕婦乘客
- 林賢成 飾演 電影導演
- 李詩媛 飾演 新婚妻子
- 宋治勳 飾演 新婚丈夫
- 李正賢 飾演 Ken
- 尹炳熙 飾演 北韓組員
- 郭振錫 飾演 北韓組員
- 金漢鐘 飾演 北韓組員
- 朴泰山 飾演 北韓組員
- 金圭白 飾演 北韓組員
- 金美花 飾演 攤販
- 柳惠琳 飾演 地勤人員
- 裴素英 飾演 乘務員
- 千敏熙 飾演 乘務員
- 裴真雅 飾演 乘務員
- 李佳京 飾演 乘務員
- 郭閔碩 飾演 青瓦台秘書官
- 尹志溫 飾演 大學生客人
- 梁玄敏 飾演 國情院探員
- 呂成旭 飾演 國情院探員
- 崔英道 飾演 流氓無賴
- 李明路 飾演 流氓無賴
- 閔彩恩 飾演 新婚女子
- 全雲鐘 飾演 新婚男子

### 友情出演
- 金南佶 飾演 熟睡男 [4]

### 特別出演
- 鄭滿植 飾演 機長
- 金鍾洙 飾演 崔榮哲，美英的父親。

## 外部連結
- NAVER上《Okay！夫人》的資料
- Daum上《Okay！夫人》的資料

- 韩国电影数据库（KMDb）上《Okay！夫人》的資料